# Paradisier fastueux
Epimachus fastosus
Espèce
Synonymes
- Epimachus fastuosus (protonyme)

Statut de conservation UICN

 LC  : Préoccupation mineure
Statut CITES
Le Paradisier fastueux (Epimachus fastosus) est une espèce de passereaux appartenant à la famille des Paradisaeidae.

## Distribution
En Nouvelle-Guinée dans les montagnes du Vogelkop puis le long de la ligne orogénique en taches plus ou moins importantes jusqu’à l’aire de Kratke avec une sous-espèce isolée dans le nord (Ottaviani 2012).

## Sous-espèces
D'après la classification de référence (version 5.2, 2015) du Congrès ornithologique international, cette espèce est constituée des trois sous-espèces suivantes (ordre phylogénique) :
- E. f. fastuosus   (Hermann, 1783) : monts Tamrau et Arfak dans le Vogelkop.
- E. f. ultimus Diamond, 1969 : monts Bewani et Torricelli dans le nord, à la frontière entre Papouasie-Nouvelle-Guinée et Nouvelle-Guinée Occidentale.
- E. f. atratus (Rothschild & Hartert, 1911) : monts Wandamen puis des monts Weyland à l’aire de Kratke.

## Habitat
Cet épimaque occupe la forêt de montagne moyenne, surtout la forêt primaire, occasionnellement sa lisière et plus rarement les formations secondaires adjacentes et les abords des jardins. Il vit à une altitude variant entre 1 300 et 2 500 m, mais occupe un étage étroit compris entre 1 800 et 2 100 m (Frith & Frith 2009).

## Alimentation
Son biotope alimentaire le porte à vivre dans les arbres où il prélève fruits et insectes. Les fruits de pandanacées et surtout de freycinétiacées sont les plus prisés. D’après l’analyse de trois contenus d’estomacs, Bulmer identifia des graines, des fruits rouges et de la pulpe de fruits brun orangé (Gilliard 1969). La proportion de nourriture frugivore et animale (insectes et petits vertébrés) est similaire (Frith & Frith 2009). Beehler (1983) a répertorié 5 individus se nourrissant sur Chisocheton weinlandii, 1 sur Cissus hypoglauca, 1 sur Elmerrillia papuana et 1 sur Ficus sp. avec un total de 8 individus observés et une dominance (6) pour des fruits à capsules.

## Parade nuptiale
Gilliard (1969) l’a décrite ainsi. Le mâle choisit un site dégagé, à flanc de montagne, pour donner de la voix et émettre son appel puissant et portant loin tèt-tèt-tèt-tèt-tèt qu’il débite inlassablement jour après jour afin d’attirer une femelle. Il se perche généralement très haut et bien en vue sur une branche dénudée d’un grand arbre, souvent un agathis. Puis il se dresse sur ses pattes et hausse ses épaulettes en les ramenant au-dessus du dos comme deux éventails. Il déploie ensuite la queue dont les deux rectrices centrales forment une sorte de traîne et lance un sifflement strident et explosif tsick qui a été comparé au claquement d’un fouet. Simultanément, il exhibe ses rectrices externes, plus courtes et filamenteuses, en leur imprimant un mouvement de ciseaux. C’est alors qu’une femelle apparaît et vient se poser sur une branche inférieure. À cet instant, le mâle quitte son perchoir et plonge dans le vide pour se retrouver sur le sol 30 m plus bas. Puis il remonte dans les airs avec d’amples battements d’ailes pour regagner son poste de chant.
D’après Frith & Frith (2009), la parade nuptiale a lieu au sommet d’un tronc d’arbre brisé avant même le lever du soleil. Le mâle adopte d’abord une posture verticale statique, fléchit sur ses pattes pendant qu’il se penche fortement pour se retrouver complètement à l’horizontale, les plumes des flancs et de la queue déployées. Ainsi paré, il oscille plus ou moins sur son poste de parade et ouvre parfois largement le bec en lançant un grésillement métallique. Parfois, il abaisse fortement la tête et relève la queue à plus de 45° tout en ouvrant largement le bec, surtout quand une femelle vient se percher au-dessous de lui. Certaines attitudes sont assez similaires à celles de l’épimaque de Meyer mais l’épimaque fastueux se distingue par sa position horizontale caractéristique accompagnée de balancements du corps.

## Nidification
Un nid a été découvert dans une fourche d’arbre à 10 m de hauteur sur le mont Giluwe. C’était une coupe de tiges d’orchidées associées à des sarments de vignes et de la mousse sur l’assise (Frith & Frith 2009).

## Statut, conservation
L’espèce est considérée comme vulnérable en raison de sa faible population supposée en déclin du fait de la chasse. Elle fait l’objet d’une chasse à la fois de subsistance et aussi pour ses plumes ornementales utilisées dans les coiffes traditionnelles. Les peaux de l’épimaque fastueux ont pris une valeur importante et la pression de la chasse s’est en même temps renforcée avec le développement des armes à feu. Parallèlement, l’accroissement de la population humaine a engendré un défrichement des lisières de forêts d’altitude pour la mise en culture des terres. En matière de mesures, l’espèce bénéficie d’un statut légal de protection gouvernementale dans les deux pays. Un plan de conservation portant sur une sensibilisation de la population locale aux dangers des captures avec proposition d’une solution alternative à l’utilisation des plumes ornementales est à l’étude (Ottaviani 2012).